# NGC 6036
NGC 6036 (również PGC 56950 lub UGC 10163) – galaktyka spiralna (S0-a), znajdująca się w gwiazdozbiorze Węża. Odkrył ją Albert Marth 23 lipca 1864 roku. Jest to galaktyka z aktywnym jądrem typu LINER; jest także zaliczana do radiogalaktyk.